# Arman (oblast de Magadan)
Pour les articles homonymes, voir Arman (homonymie).
Arman (en russe : А́рмань) est un possiolok russe du raïon d'Ola de l'oblast de Magadan, dans la région extrême-orientale de la Kolyma. Sa population s'élevait à 821 habitants au recensement de 2021.

## Géographie
Le village de Arman se situe dans l'oblast de Magadan, un oblast de la Sibérie du nord-est, en Russie extrême-orientale. La localité fait partie de la région de la Kolyma, et du district fédéral d'Extrême-Orient. Le village se trouve dans le raïon d'Ola, une subdivision de l'oblast.  
Arman, comme tout l'oblast de Magadan, se trouve dans le fuseau horaire MSK+8 (heure de Magadan). Le décalage horaire appliqué par rapport au temps universel coordonné est +10:00.

## Démographie
Recensements (*) et estimations de la population,,,,,
:
| 1888 | 1924 | 1926* | 1970* | 1979* | 1989* |
| ---- | ---- | ----- | ----- | ----- | ----- |
| 74   | 121  | 94    | 2 188 | 2 653 | 2 643 |

| 2002 * | 2010* | 2021* | - | - | - |
| ------ | ----- | ----- | - | - | - |
| 1 521  | 1 071 | 1 071 | - | - | - |